# Werner Quednau
Werner Quednau (Pseudonyme: Vera Reichert, Vera Weyden, Werner Weyden, * 17. Februar 1913 in Rastenburg, Ostpreußen; † 29. November 2004 in Braunschweig) war ein deutscher Schriftsteller.

## Leben
Werner Quednau absolvierte während des Dritten Reiches eine
Ausbildung als Regisseur und Dramaturg in Babelsberg und war in der Filmbranche tätig. Er trat zum 1. März 1935 der NSDAP bei (Mitgliedsnummer 3.602.052).
Nach dem Zweiten Weltkrieg trat Werner Quednau der SED bei. Er lebte in Görlitz und veröffentlichte in den Fünfzigerjahren eine Reihe von Kinder- und Jugendbüchern in DDR-Verlagen, von denen mehrere mit Preisen des DDR-Kulturministeriums ausgezeichnet wurden.
Erfolgreich waren vor allem ein biografisches Sachbuch über Robert Koch, das eine Auflage von 30.000, und eine Biografie Clara Schumanns, die eine Auflage von 60.000 Exemplaren erreichte.
Die Biografie Robert Kochs, ursprünglich als Jugendbuch konzipiert, wurde 1952 beim Preisausschreiben zur Schaffung einer neuen Kinder- und Jugendliteratur des Amts für Literatur und Verlagswesen eingereicht, allerdings vom Wettbewerb ausgeschlossen, da Quednau ganze Passagen aus Paul de Kruifs Mikrobenjägern übernommen hatte. 1954 erschien eine von Plagiaten bereinigte Fassung im Altberliner Verlag.
Daneben erschienen – unter Pseudonym – auch einige Kinderbücher Quednaus in westdeutschen Verlagen. 1958 kam es zum Eklat, als Quednaus nationalsozialistische Vergangenheit (darunter auch eine angebliche Tätigkeit im Rasse- und Siedlungshauptamt der SS und eine Mitgliedschaft in der „Leibstandarte SS Adolf Hitler“), die er bis dahin verschwiegen hatte, bekannt wurde. Quednau wurde aus dem Schriftstellerverband der DDR ausgeschlossen und wechselte in die Bundesrepublik.
In Westdeutschland lebte Werner Quednau als freier Schriftsteller in Braunschweig. Er veröffentlichte weitere erzählende Werke, meist in Form von Biografien, sowie Hörspiele und einige Drehbücher zu Fernsehspielen.

## Werke
- Drei Jungen schlagen Alarm, Berlin 1951.
- Gundula und die Lausbuben, Hildesheim 1951 (unter dem Namen Vera Weyden).
- Gundulas Ferien mit Willibald, Hildesheim 1951 (unter dem Namen Vera Weyden).
- Klein-Gundula, Hildesheim 1951 (unter dem Namen Vera Weyden).
- Vier Jungen – ein Mädel – ein seltsamer Herr, Hildesheim 1951 (unter dem Namen Werner Weyden).
- Was Gundula und Klaus erleben, Hildesheim 1951 (unter dem Namen Vera Weyden).
- Rufa und ihre Schwestern, Berlin 1953.
- Die Gefangenen von Murano, Berlin 1954.
- Giselas geheimnisvolle Fahrt, Hannover 1954 (unter dem Namen Vera Reichert).
- Kämpfer für das Leben, Berlin 1954; später unter dem Titel Robert Koch[ – aus dem Leben eines großen Arztes].
- Clara Schumann, Berlin 1955.
- Die Schwestern der goldenen Stadt, Berlin 1955.
- Aufruhr zwischen zwei Weltmeeren, Berlin 1956.
- Fieber, Tod und Wasser, Berlin 1956.
- Der schwarze Graben, Berlin 1956.
- Die Ärztin Dorothea Christiana, Berlin 1958.
- Alarm in Bärwald, Hannover [u. a.] 1960.
- Maria Sibylla Merian, Gütersloh 1961.
- Die große Sinfonie, Gütersloh 1963.
- Antitoxin – eine große Entdeckung, Stuttgart 1964.
- Fieberhölle Panama, Stuttgart 1966.